# العروض (العداني)

تعديل مصدري - تعديل

العروض محلة تابعة لقرية وادي الكرابي، التابعة لعزلة العداني بمديرية ذي السفال إحدى مديريات محافظة إب في الجمهورية اليمنية، بلغ تعداد سكانها 21 حسب تعداد اليمن لعام 2004.